# Freneuse (Yvelines)
Freneuse település Franciaországban, Yvelines megyében. Lakosainak száma 4299 fő (2022. január 1.). Freneuse Bennecourt, Bonnières-sur-Seine, Gommecourt, Méricourt, Moisson, Mousseaux-sur-Seine, Rolleboise és La Roche-Guyon községekkel határos.

## Népesség
A település népességének változása:
| Lakosok száma | 4155 | 4445 | 4523 | 4411 | 4339 | 4266 | 4262 | 4285 | 4299 |
|               | 2013 | 2015 | 2016 | 2017 | 2018 | 2019 | 2020 | 2021 | 2022 |